# Distrikt Moroto
Moroto ist ein Distrikt in Norduganda. Die Hauptstadt des Distrikts ist Moroto.

## Lage
Der Distrikt Moroto grenzt im Norden an den Distrikt Kaabong, im Osten an Kenia, im Süden an den Distrikt Amudat, im Südwesten an den Distrikt Nakapiripirit, im Westen an den Distrikt Napak und im Nordwesten an den Distrikt Kotido.

## Demografie
Die Bevölkerungszahl wird für 2020 auf 118.500 geschätzt. Davon lebten im selben Jahr 13,8 Prozent in städtischen Regionen und 86,2 Prozent in ländlichen Regionen.
| Zensusjahr | Einwohnerzahl |
| ---------- | ------------- |
| 1991       | 59.149        |
| 2002       | 77.243        |
| 2014       | 103.432       |

## Wirtschaft
Subsistenzlandwirtschaft und Tierhaltung sind die wichtigsten wirtschaftlichen Aktivitäten im Distrikt. Moroto ist aber auch ein Zentrum für Bodenschätze in Uganda (z. B. Marmor, Gold, Silber, Kupfer, Kalksandstein), was zu Nutzungs- und Umweltkonflikten führt.